# Cantone di Gerbéviller
Il Cantone di Gerbéviller era una divisione amministrativa dell'arrondissement di Lunéville.
È stato soppresso a seguito della riforma complessiva dei cantoni del 2014, che è entrata in vigore con le elezioni dipartimentali del 2015.
Comprendeva i comuni di:
- Essey-la-Côte
- Fraimbois
- Franconville
- Gerbéviller
- Giriviller
- Haudonville
- Lamath
- Magnières
- Mattexey
- Mont-sur-Meurthe
- Moriviller
- Moyen
- Rehainviller
- Remenoville
- Seranville
- Vallois
- Vathiménil
- Vennezey
- Xermaménil